# Kolonia Błotnica (województwo dolnośląskie)
Kolonia Błotnica – nazwa niestandaryzowana, kolonia wsi Błotnica, w województwie dolnośląskim, powiecie ząbkowickim, w gminie Złoty Stok. Dawniej była częścią nieistniejącej już wsi Błotnica Górna. Miejscowość regularnie występuje na mapach turystycznych.

## Położenie
Położona jest na Obniżeniu Otmuchowskim na wysokości 259 m n.p.m. Znajduje się pomiędzy Błotnicą Górną, a Błotnicą w odległości 2 km.

## Historia
Powstała w XVIII wieku oraz wchodziła w skład wsi Błotnica Górna składając się z kilku gospodarstw. W XIX wieku we wsi wybudowano kapliczkę.. Po II wojnie światowej miejscowość weszła w skład wsi Błotnica.

## Szlaki turystyczne
- – Główny Szlak Sudecki im. Mieczysława Orłowicza

- Lokalna trasa rowerowa Pętla Błotnicka[5].